# Rebecca Twigg
Rebecca Lynne Twigg (nascida em 26 de março de 1963) é uma ex-ciclista olímpica estadunidense. Representou sua nação nos Jogos Olímpicos de Verão de 1984 (medalha de prata), 1992 (medalha de bronze) e 1996.